# Katastrofa lotu Aerofłot 826
Katastrofa lotu Aerofłot 826 – katastrofa lotnicza, która  wydarzyła się 3 sierpnia 1969 roku. W jej wyniku Antonow An-24B należący do linii Aerofłot rozbił się nieopodal miejscowości Prieobrażenka, zabijając wszystkie 55 osób na pokładzie.

## Samolot
Maszyną obsługującą lot 826 był Antonow An-24B (nr rej.CCCP-46248) o numerze seryjnym 77303206. Samolot opuścił linię produkcyjną w 1967 i do czasu katastrofy wylatał 4557 godzin i 4789 cykli startu i lądowania.

## Przebieg lotu
Maszyna wykonywała lot z Ługańska do Lwowa, z międzylądowaniami w Dniepropietrowsku i Winnicy. O 15:47 maszyna wystartowała z Dniepropietrowska, a o 15:58 maszyna zgłosiła osiągnięcie 3600 metrów i zapytała o zgodę na wznoszenie na 4200 metrów. Na wysokości 4000 metrów od lewego silnika odpadła łopata śmigła, która uderzyła w kadłub uszkadzając sterowanie lotkami i sterem wysokości, w wyniku czego Antonow stał się niesterowny i zaczął spadać w korkociągu. Zginęło wszystkie 55 osób na pokładzie. Przyczyną odpadnięcia łopaty było zmęczenie materiału.